# Dominique Blanc
Dominique Blanc (Lione, 25 aprile 1956) è un'attrice francese di cinema, teatro e televisione.

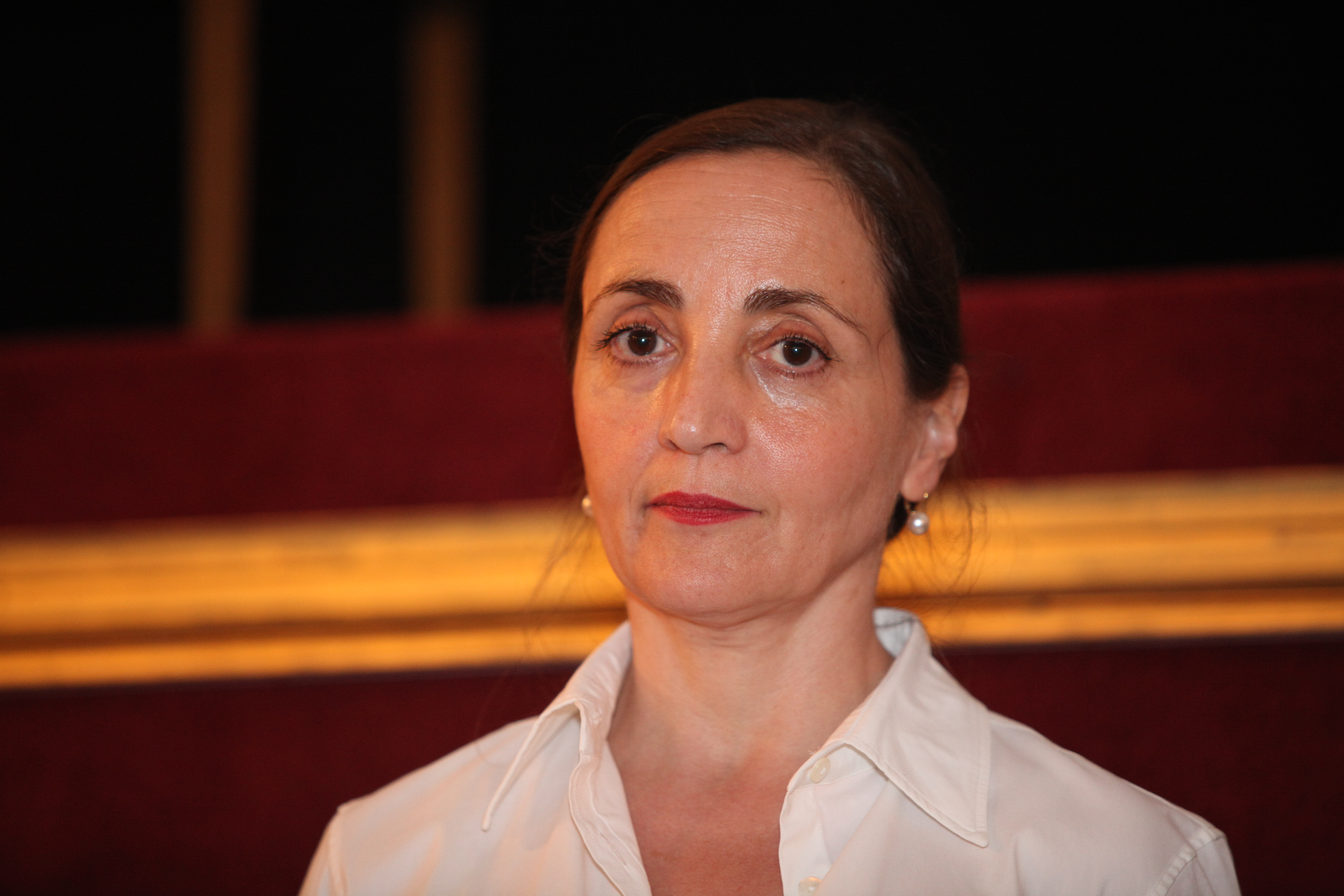
Dominique Blanc (2009)

Ha ottenuto in carriera quattro Premi Cesar (oltre ad altrettante candidature), recitando sotto la guida di registi quali Claude Chabrol, Patrice Chéreau, Régis Wargnier e James Ivory.
Nel 2008 è stata premiata con la Coppa Volpi per la migliore interpretazione femminile per il film L'Autre, presentato alla 65ª Mostra internazionale d'arte cinematografica di Venezia.
Vincitrice nel 1990 del Prix Suzanne Bianchetti, ha interpretato per il cinema, fra gli altri, i seguenti film: Poeti dall'inferno (1995), Indocina (1992), La Regina Margot (1994) e, per la televisione, Monsieur Max (2007).

## Filmografia

### Cinema
- Camisole de force, regia di Rémy Le Gall Boissière - cortometraggio (1985)
- La donna della mia vita (La femme de ma vie), regia di Régis Wargnier (1986)
- L'iguane, regia di Serge Meynard - cortometraggio (1986)
- Das weite Land, regia di Luc Bondy (1987)
- Natalia, regia di Bernard Cohn (1988)
- Savannah, regia di Marco Pico (1988)
- Qualche giorno con me (Quelques jours avec moi), regia di Claude Sautet (1988)
- Un affare di donne (Une affaire de femmes), regia di Claude Chabrol (1988)
- Il signore del castello (Je suis le seigneur du château), regia di Régis Wargnier (1989)
- Milou a maggio (Milou en mai), regia di Louis Malle (1990)
- Plaisir d'amour, regia di Nelly Kaplan (1991)
- L'Affût, regia di Yannick Bellon (1992)
- Indocina (Indochine), regia di Régis Wargnier (1992)
- L'échange, regia di Vincent Perez - cortometraggio (1992)
- Faut-il aimer Mathilde?, regia di Edwin Baily (1993)
- Une femme en bataille, regia di Camille Brottes - cortometraggio (1993)
- Lontano dai barbari (Loin des barbares), regia di Liria Bégéja (1994)
- La regina Margot (La Reine Margot), regia di Patrice Chéreau (1994)
- Train de nuit, regia di Michel Piccoli - cortometraggio (1994)
- Poeti dall'inferno (Total Eclipse), regia di Agnieszka Holland (1995)
- Le livre de minuit, regia di Thierry Binisti - cortometraggio (1996)
- C'est pour la bonne cause!, regia di Jacques Fansten (1997)
- Alors voilà, regia di Michel Piccoli (1997)
- Ceux qui m'aiment prendront le train, regia di Patrice Chéreau (1998)
- La figlia di un soldato non piange mai (A Soldier's Daughter Never Cries), regia di James Ivory (1998)
- La Voleuse de Saint-Lubin, regia di Claire Devers (1999)
- Le mariage de Fanny, regia di Olivier L. Brunet - cortometraggio (1999)
- Actors (Les acteurs), regia di Bertrand Blier (2000)
- Stand-by, regia di Roch Stéphanik (2000)
- La Plage noire, regia di Michel Piccoli (2001)
- Avec tout mon amour, regia di Amalia Escriva (2001)
- Le Lait de la tendresse humaine, regia di Dominique Cabrera (2001)
- Le Pornographe, regia di Bertrand Bonello (2001)
- Pelle d'angelo (Peau d'ange), regia di Vincent Perez (2002)
- Rincorsa (Cavale), regia di Lucas Belvaux (2002)
- Una coppia perfetta (Un couple épatant), regia di Lucas Belvaux (2002)
- Dopo la vita (Après la vie), regia di Lucas Belvaux (2002)
- C'est le bouquet!, regia di Jeanne Labrune (2002)
- Un fil à la patte, regia di Michel Deville (2005)
- Sauf le respect que je vous dois, regia di Fabienne Godet (2005)
- Les Amitiés maléfiques, regia di Emmanuel Bourdieu (2006)
- Capitaine Achab, regia di Philippe Ramos (2007)
- Plus tard, regia di Amos Gitai (2008)
- Par suite d'un arrêt de travail..., regia di Frédéric Andréi (2008)
- L'Autre, regia di Patrick-Mario Bernard e Pierre Trividic (2008)
- L'autre Dumas, regia di Safy Nebbou (2010)
- Un gatto a Parigi (Une vie de chat), regia di Jean-Loup Felicioli e Alain Gagnol (2010) - voce
- Fou d'amour, regia di Philippe Ramos (2015)
- Peur de rien, regia di Danielle Arbid (2015)
- Spectrographies, regia di Smith (2015)
- Riparare i viventi (Réparer les vivants), regia di Katell Quillévéré (2016)
- Patients, regia di Mehdi Idir e Grand Corps Malade (2016)
- Un vizio di famiglia (L'Origine du mal), regia di Sébastien Marnier (2022)

### Televisione
- Peer Gynt, regia di Bernard Sobel – film TV (1981)
- Richelieu ou La journée des dupes, regia di Jean-Dominique de la Rochefoucauld – film TV (1983)
- Segreti (Lace) – miniserie TV, puntate 1x1-1x2 (1984)
- Néo Polar – serie TV, puntate 1x1 (1985)
- L'Inconnue de Vienne, regia di Bernard Stora – film TV (1986)
- Les Cinq Dernières Minutes – serie TV, puntate 3x48 (1987)
- Les enquêtes du commissaire Maigret – serie TV, puntate 1x79 (1988)
- Sueurs froides – serie TV, puntate 1x17 (1988)
- Largo desolato, regia di Agnieszka Holland – film TV (1991)
- L'Allée du roi – miniserie TV, puntate 1x1-1x2 (1996)
- Faisons un rêve, regia di Jean-Michel Ribes – film TV (1996)
- Sur quel pied danser?, regia di Jacques Fansten – film TV (2000)
- Un pique-nique chez Osiris, regia di Nina Companeez – film TV (2001)
- Phèdre, regia collettiva – film TV (2003)
- Le cri – miniserie TV, 4 puntate (2006)
- Monsieur Max, regia di Gabriel Aghion – film TV (2007)
- Le Pendu, regia di Claire Devers – film TV (2007)
- Un homme d'honneur, regia di Laurent Heynemann – film TV (2009)
- À la recherche du temps perdu – miniserie TV, puntate 1x1-1x2 (2011)
- Un autre monde, regia di Gabriel Aghion – film TV (2011)
- Iolanta/Perséphone – serie TV (2012)
- Alexandra David-Néel: J'irai au pays des neiges, regia di Joël Farges – film TV (2012)
- Versailles – serie TV, puntate 1x1-1x2 (2015)
- Comédie-Française in cinemas – serie TV, puntate 1x2-2x1 (2018)

## Doppiatrici italiane
- Gabriella Borri in La regina Margot
- Laura Boccanera in Poeti dall'inferno
- Antonella Alessandro in Riparare i viventi
- Aurora Cancian in Versailles
- Chiara Salerno in Un vizio di famiglia

Da doppiatrice è sostituita da:
- Barbara Berengo ne Un gatto a Parigi

## Teatro
- 1981: Peer Gynt di Henrik Ibsen, regia di Patrice Chéreau, Théâtre national populair, Villeurbanne
- 1982: Schliemann, épisodes ignorés, di Bruno Bayen, Théâtre National de Chaillot, Parigi
- 1983: Les paravents di Jean Genet, regia di Patrice Chéreau, Théâtre des Amandiers Nanterre
- 1983: L'idiota di Dostoevskij, regia di Jean-Louis Thamin
- 1983: Tonio Krüger di Thomas Mann, regia di Pierre Romans
- 1984: Terre étrangère di Arthur Schnitzler, regia di Luc Bondy, Théâtre des Amandiers, Nanterre
- 1985: La culotte di Carl Sternheim, regia di Jacques Rosner
- 1986: Le mariage de Figaro (Le nozze di Figaro) di Beaumarchais, regia di Jean-Pierre Vincent, Théâtre National de Chaillot
- 1987: Le misanthrope (Il misantropo) de Molière, regia di Antoine Vitez
- 1988: Anacona di Jean Métellus, regia di Antoine Vitez
- 1993: Woyzeck di Georg Büchner, regia di Jean-Pierre Vincent
- 1995: Lecture de poèmes di René Char
- 1997: Une maison de poupée di Henrik Ibsen, regia di Deborah Warner, Théâtre de l'Odéon

## Riconoscimenti
| Premio César | Premio César                         | Premio César                      | Premio César    |
| Anno         | Titolo                               | Categoria                         | Risultato       |
| ------------ | ------------------------------------ | --------------------------------- | --------------- |
| 1987         | La femme de ma vie                   | Migliore promessa femminile       | Candidato/a     |
| 1990         | Je suis le seigneur du château       | Migliore promessa femminile       | Candidato/a     |
| 1991         | Milou a maggio                       | Migliore attrice non protagonista | Vincitore/trice |
| 1993         | Indocina                             | Migliore attrice non protagonista | Vincitore/trice |
| 1995         | La Regina Margot                     | Migliore attrice non protagonista | Candidato/a     |
| 1999         | Ceux qui m'aiment prendront le train | Migliore attrice non protagonista | Vincitore/trice |
| 2001         | Stand-by                             | Migliore attrice protagonista     | Vincitore/trice |
| 2003         | C'est le bouquet!                    | Migliore attrice non protagonista | Candidato/a     |
| 2010         | L'Autre                              | Migliore attrice protagonista     | Candidato/a     |

### Premio Molière
- 1998: Premio Molière per la migliore attrice per Casa di bambola (Une maison de poupée)

### Cairo International Film Festival
- 2000: migliore interpretazione femminile per Stand-by

### 65ª Mostra internazionale d'arte cinematografica di Venezia
- 2008: Coppa Volpi per la migliore interpretazione femminile per L'autre